# Коценський край
Коце́нський кра́й (латис. Kocēnu novads) — адміністративно-територіальна одиниця Латвійської Республіки. Розташований у північній частині країни, в історичному регіоні Ліфляндія. Адміністративний центр — Коцени. Створений 2009 року. Площа — 498,1 км². Населення — 6311 осіб (2011). До складу краю входять 5 волостей.